# Championnat de Guinée équatoriale féminin de football
Le Championnat de Guinée équatoriale de football féminin ou Ligue nationale féminine est une compétition de football féminin opposant les meilleurs clubs de Guinée équatoriale.

## Histoire
En 2001, un mini-championnat est joué par cinq équipes qui s'affrontent une seule fois chacune ; l'Ewaiso Ipola remporte la Liguilla Nacional. Un véritable championnat est créé en 2008 avec 12 clubs participants.
L'Inter Continental de Malabo est l'équipe championne de Guinée équatoriale en 2012,. Les Estrellas de Ewaiso Ipola remportent le titre en 2013 et 2016 tandis les Super Leonas de Ecuador remportent la compétition en 2015. Les Leones Vegetarianos sont championnes en 2017, les Malabo Kings sont sacrés en 2019.

## Palmarès
| Saison    | Champion                                                    | Vice-champion                                               |
| --------- | ----------------------------------------------------------- | ----------------------------------------------------------- |
| 2012      | Malabo Intercontinental                                     | Estrellas de Vesper                                         |
| 2013      | Estrellas de Ewaiso Ipola                                   | Malabo Intercontinental                                     |
| 2014      | inconnu                                                     | inconnu                                                     |
| 2015      | Super Leonas de Ecuador                                     |                                                             |
| 2016      | Estrellas de Ewaiso Ipola                                   | Super Leonas de Ecuador                                     |
| 2017      | Leones Vegetarianos                                         |                                                             |
| 2018-2019 | Malabo Kings                                                | Deportivo Evinayong                                         |
| 2019-2020 | Compétition abandonnée en raison de la pandémie de Covid-19 | Compétition abandonnée en raison de la pandémie de Covid-19 |
| 2020-2021 | Malabo Kings                                                |                                                             |
| 2021-2022 | Malabo Kings                                                | Deportivo Evinayong                                         |
| 2022-2023 | Huracanes                                                   | Malabo Kings                                                |
| 2023-2024 | Huracanes                                                   | Atletico Malabo                                             |
| 2024-2025 | 15 do Augusto                                               |                                                             |